# Европска асоцијација универзитета
Европска асоцијација универзитета (енгл. European University Association; ЕУА) представља више од 800 високошколских установа, пружајући им форум за сарадњу и размену информација о политикама високог образовања и истраживања.
Чланови Асоцијације су европски универзитети који се баве наставом и истраживањем, национална удружења ректора и друге организације активне у високом образовању и истраживању. Настала је спајањем Асоцијације европских универзитета и Конфедерације ректорских конференција Европске уније. Спајање је обављено у Саламанци 31. марта 2001. године.